# 2 Pistols
Jeremy Lemont Saunders (sinh ngày 11 tháng 6 năm 1983), được biết đến nhiều hơn với nghệ danh 2 Pistols (rút gọn lại thành 2P do kiểm duyệt), là một rapper người Mỹ đến từ Tarpon Springs, Florida. Sau thành công của đĩa đơn phát hành độc lập "Dirty Foot", anh đã được đề nghị một hợp đồng thu âm với Universal Republic Records vào năm 2007. Đĩa đơn đầu tay của anh, "She Got It" (có sự góp mặt của T-Pain và Tay Dizm), được phát hành vào năm 2007 và đạt vị trí thứ 24 trên Billboard Hot 100, vị trí thứ 7 trên Rhythmic Top 40, và vị trí thứ 2 trên bảng xếp hạng Billboard Hot Rap Tracks.

## Tiểu sử
Saunders lớn lên trong một gia đình đồng con có hoàn cảnh sống nghèo khổ. Ở tuổi thiếu niên, anh đã dính líu tới hoạt động tội phạm tại địa phương và phải ngồi tù 8 tháng vào năm 2005. Sau khi ra tù, anh tham gia quảng bá âm nhạc và thành lập một nhóm có tên là Blood Money Union, bao gồm các DJ, nhà sản xuất âm nhạc và rapper khác.
Thành công đầu tiên của Saunders với nhạc rap đến với một bản thu âm tự phát hành có tên "Dirty Foot", do anh viết khi còn học trung học, được phát hành trong khu vực Tarpon Springs theo sự thuyết phục của người anh họ. Sau khi nghe bài hát của minh được phát tại một câu lạc bộ khiêu vũ địa phương và chứng kiến màn biểu diễn của một rapper khác, 2 Pistols đã có cơ hội đầu tiên để biểu diễn trên sân khấu. Sau khi lên sân khấu và biểu diễn đĩa đơn của riêng mình ("Dirty Foot"),2 Pistols dần trở nên tự tin vào khả năng của bản thân và anh bắt đầu nắm bắt cơ hội của mình để tạo dựng sự nghiệp âm nhạc một cách nghiêm túc.
Album đầu tay của anh, Death Before Dishonor, được phát hành vào ngày 17 tháng 6, 2008 có sự góp mặt của nhà sản xuất âm nhạc từng đoạt giải Grammy J.U.S.T.I.C.E. League, Da Honorable C.N.O.T.E, Bolo Da Producer,.... Các bài hát nằm trong album bao gồm "You Know Me" có sự tham gia của Ray J và "Thats My Word" có sự tham gia của Trey Songz, bên cạnh "She Got It". Album đạt vị trí thứ 32 trên bảng xếp hạng Billboard 200, và vươn lên vị trí thứ 10 trên bảng xếp hạng album Billboard Top R&B/Hip Hop. 2 Pistols hiện sống tại Tampa, Florida và phát hành các sản phẩm âm nhạc của mình với hãng đĩa riêng, Blood Money Union. Vào tháng 2 năm 2014, album Comin Back Hard được ra mắt tại Stage One Music.

## Danh sách đĩa nhạc

### Album phòng thu
| Tựa đề                | Thông tin                                                                                        |
| --------------------- | ------------------------------------------------------------------------------------------------ |
| Death Before Dishonor | - Phát hành: June 17, 2008 - Hãng đĩa: Universal Records - Định dạng: CD, tải xuống kỹ thuật số  |
| Comin Back Hard       | - Phát hành: February 4, 2014 - Hãng đĩa: Stage One Music - Định dạng: CD, tải xuống kỹ thuật số |

### Mixtape
- The Jimmy Jump Introduction (2007)[8]
- Live From the Kitchen (2009)[9]
- 10-20-Life (với Bigga Rankin) (2010)[10]
- Hollow Tip Music (với DJ Dammit) (2010)[11]
- Back 4 The 1st Time (2010)[12]
- The Rapture (2011)[13]
- Mr. P (2011)[14]
- Arrogant (Street Album) (2012)[15]

### Đĩa đơn
| "She Got It" (ft. T-Pain & Tay Dizm)                                    | 2008 | 24 | 9  | 2  | - US: Bạch kim | Death Before Dishonor |
| "You Know Me" (ft. Ray J)                                               | 2008 | -  | -  | -  |                | Death Before Dishonor |
| "Lights Low" (ft. C-Ride & Young Joe)                                   | 2009 | -  | 93 | 13 |                | —                     |
| "Know That" (ft. French Montana)                                        | 2013 | -  | -  | -  |                | Comin Back Hard       |
| "—" biểu thị các đĩa đơn không được xếp hạng hoặc không được phát hành. |      |    |    |    |                |                       |